# Ренді Бахман
Рендольф Чарльз Бахман OC OM (27 вересня 1943, Вінніпеґ, Манітоба) — канадський гітарист, співак і автор пісень. Він був одним із засновників гуртів The Guess Who і Bachman–Turner Overdrive. Бахман записувався як сольний виконавець і був учасником ряду недовго існуючих груп, таких як Brave Belt, Union і Ironhorse. Він був ведучим національного радіо на CBC Radio, ведучим щотижневого музичного шоу Vinyl Tap. 2016 року Бахман був інтродукований до Зали слави та музею музикантів.

## Молодість і освіта
Бахман народився у Вінніпезі, Манітоба, у родині Карла (Чарлі) Бахмана та Анни (Ненсі) Добринської, має наполовину німецьке та наполовину українське походження. У три роки він виграв співочий конкурс у програмі CKY King of the Saddle, а у п'ять років почав вивчати гру на скрипці в Королівській консерваторії Торонто. Він навчався грі на скрипці до 12 років, коли йому стали набридати занадто структуровані уроки. Він виявив, що хоча й не вміє читати нот, все ж може зіграти будь-яку мелодію, почуту хоча б раз; він називав це своєю фонографічною пам'яттю.
У віці 15 років Бахман звернув увагу на гру Елвіса Преслі в телешоу Томмі Дорсі, що підштовхнуло його до зацікавлення гітарою. Він запозичив три акорди від свого двоюрідного брата, а потім почав вправлятися на акустичній гітарі з металевим резонатором. У віці 16 років Бахман познайомився з Ленні Бро, і протягом наступних двох років Бро навчав Бахмана грати перебором. Бро також познайомив його з музикою Чета Аткінса.
У 1959 році Бахман купив квиток на концерт Леса Пола у вінніпезькому вечірньому клубі, але не зміг потрапити всередину через вікове обмеження на вступ. Натомість він допоміг Полу налаштувати все перед шоу, а також поміг йому повантажити інвентар до авта після шоу. На той момент Бахман, ще будучи гітаристом-початківцем, запитав Пола, чи міг би він навчити його своєму стилю гри на гітарі; зрештою Пол навчив його грати свою версію «How High the Moon».
Спочатку він був хорошим учнем у школі, поки не взявся за гітару. Відтак він настільки зосередився на цьому інструменті, що цілковито занедбав усі інші предмети. Він закінчив 9 клас середньої школи імені Едмунда Партріджа, але й у 10-му, і в 11-му класах був залишений на повторний курс спочатку в коледжі Вест-Кілдонан. На повторному курсі 11-го класу він потрапив до спеціального класу учнів, які або покидали навчання, або періодично кидали й поверталися. Вчитель попросив його бути старостою класу, бо вважав, що Ренді має достатньо «дисципліни та наполегливості», з п'яти років навчаючись грати на скрипці. Його вигнали з Вест-Кілдонана в середині того ж року через його «брак старанності», і він закінчив навчання в школі Ґарден-Сіті. Він продовжив вчитись на курсі бізнес-адміністрування в теперішньому коледжі Ред-Рівер, але не закінчив його.

## Професійна музична кар'єра

### The Guess Who
У 1960 році Бахман і Чад Аллан заснували Al and The Silvertones у Вінніпезі. До 1962 року група змінила назву на Chad Allan and the Expressions, а пізніше на The Guess Who. 1965 року Guess Who зайняли перше місце в Канаді з кавер-версією пісні Джонні Кідда «Shakin' All Over», яка також посіла 22 місце в чартах США. 1966 року Чад Аллан покинув групу, а основним вокалістом став Бертон Каммінґс. Між 1966 і 1968 роками The Guess Who працювали переважно у своїй країні, випустивши кілька синглів, яким вдалося потрапити в топ-40 Канади. На початку 1969 року група нарешті вийшла на міжнародний рівень із хітом «This Eyes», написаним у співавторстві Бахманом і Каммінґсом. The Guess Who випустили три успішні альбоми протягом наступних двох років: Wheatfield Soul (1969), Canned Wheat (1969) і American Woman (1970), які привернули до них увагу. Бахман був автором або співавтором (переважно з Каммінґсом) більшості пісень групи протягом цього періоду. 
На початку 1970 року сингл «American Woman» потрапив на перше місце в чартах US Hot 100, вперше для гурту з Канади. Пісня критикує «сцени з ґетто» та «воєнні машини» США, віддзеркалюючи досвід тривалих гастролей Guess Who у великих містах Америки. Коли війна у В'єтнамі була на піку, багато американських чоловіків поїхали до Канади, щоб уникнути військової служби у США. Бахман покинув групу на піку популярності, незабаром після випуску American Woman. Повідомляється, що він пішов через те, що спосіб життя інших учасників гурту суперечив його переконанням після навернення до Церкви Ісуса Христа Святих Останніх Днів, а також через бажання проводити більше часу з членами своєї родини. Він також мав проблеми зі здоров'ям, пов'язані з його жовчним міхуром, і потребував нагляду лікаря, що було важко зробити в постійних гастролях.

### Brave Belt та Bachman–Turner Overdrive
До свого відходу з The Guess Who у травні 1970 року Бахман протягом трьох днів у березні 1970 року записав інструментальний сольний альбом Axe для RCA Records. Наступного року він створив кантрі-рок- гурт Brave Belt разом із Чадом Алланом. Brave Belt випустив свій перший однойменний альбом у 1971 році. Роббі Бахман був барабанщиком Brave Belt у віці 18 років. Згодом до Brave Belt на басі та вокалі приєднався Фред Тернер, що підштовхнуло перехід їхнього стилю до важчого звучання, що своєю чергою призвело до відходу Чеда Аллана.
Залишившись у складі трьох учасників, Brave Belt додав Тіма Бахмана як другого гітариста. З таким складом учасники підписали контракт із лейблом Mercury Records і перейменували групу на Bachman-Turner Overdrive. Їх часто називають скорочено «BTO», вони випустили свій перший однойменний альбом Bachman–Turner Overdrive у травні 1973 року.
У грудні 1973 року група випустила свій другий альбом Bachman–Turner Overdrive II. Цей альбом приніс групі більший комерційний успіх, ніж їхній дебют, з такими хітами, як «Takin' Care of Business» і «Let It Ride», які посіли №12 і №23 у чартах США відповідно. 1974 року вони випустили свій третій альбом під назвою Not Fragile. Реліз потрапив на перше місце в альбомних чартах Канади та США. Альбом містив хіти «Roll On Down the Highway» і «You Ain't Seen Nothin' Yet», які посіли №14 і №1 відповідно. З останнім Ренді мав рідкісне досягнення — записав провідну пісню в американських чартах для двох різних канадських гуртів; іншою була — «American Woman», коли він грав у «The Guess Who». 
Гурт залишався в чартах до середини 1970-х із своїми наступними двома альбомами, Four Wheel Drive і Head On. З цими альбомами вони успішно записали додаткові хіти «Hey You», «Take It Like a Man» і дещо більш джазову «Lookin' Out For No. 1». Наприкінці 1976 року, під час запису шостого студійного альбому Freeways, у групі виникли деякі розбіжності. Бахман написав усі пісні, крім однієї, і співав на кожній пісні, крім двох, тоді як деякі інші учасники гурту вважали, що у них недостатньо хорошого матеріалу для запису, і хотіли відкласти випуск. Після випуску альбом посів 70 місце в чартах США, але не мав хіт-синглів. Ренді Бахман офіційно покинув групу в середині березня 1977 року. Решта гурту продовжувала записуватись і гастролювати до кінця десятиліття, після того як Ренді погодився продати права на назву «BTO» іншим учасникам гурту.

### 1979–1981 роки
Після відходу з Bachman-Turner Overdrive Бахман записав другий сольний альбом під назвою Survivor. Цей реліз не потрапив у чарти США. Після сольного альбому він створив нову рок-групу з басистом/співаком Томом Спарксом під назвою Ironhorse. Ironhorse випустили свій дебютний однойменний альбом у 1979 році. Він містив сингл «Sweet Lui-Louise», який посів 36 місце в чартах США та 26 місце в Канаді, а також отримав хороші результати в інших частинах Європи, включаючи Італію. Після туру, присвяченого цьому альбому, Том Спаркс залишив гурт і його замінив Френк Людвіг. Гурт випустив другий альбом у 1980 році під назвою Everything Is Gray. Стиль релізу мав вплив поп-року з більшим використанням клавішних, ніж перший альбом. Після розпаду BTO на початку 1980 року Фред Тернер і Ренді створили нову групу під назвою Union і випустили лише один альбом під назвою On Strike у 1981 році.
Пізніше в документальному фільмі «Від лахміття до багатства і назад» Ренді згадував, що до 1977 року він заробив майже 10 мільйонів доларів, а через чотири роки розорився. Він пояснює ці події своїм розлученням із першою дружиною Лорейн Стівенсон і судовими баталіями за опіку над дітьми, а також великими інвестиціями в музичні проєкти, які не принесли дивідендів.

### 1980–1990-ті та возз'єднання
Бахман знову приєдналася до The Guess Who у 1983 році разом із Бертоном Каммінґсом та іншими представниками епохи American Woman, щоб розрекламувати возз'єднання. Гурт гастролював по Канаді та випустив відео з живими виступами. Після завершення реюніону The Guess Who Бахман знову приєднався до Bachman-Turner Overdrive разом із Фредом Тернером, Тімом Бахманом і Гаррі Петерсоном із The Guess Who, які стали барабанщиками. Реформована група випустила однойменний альбом Bachman-Turner Overdrive у 1984 році, а також концертний альбом у 1986 році, після чого вони виступали перед Van Halen під час туру 5150 у 1986 році. 1987 року Ренді покинув гурт.
До 1988 року Bachman-Turner Overdrive знову реформувався, цього разу з популярним складом 1974–77 років. Група гастролювала разом до 1991 року, коли Ренді знову пішов. Ренді повернувся до групи The Guess Who для зустрічі в серпні 1999 року у Вінніпезі наприкінці XIII Pan Am Games.

### 2000-ті роки
Бахман продовжував бути учасником The Guess Who і грав з ними в кількох турах. 2000 року він виступив гостем у «Сімпсонах» в епізоді в ролі самого себе, під час вигаданої зустрічі зі своїми колишніми одногрупниками по Bachman–Turner Overdrive, CF Turner і Robin Bachman. Творець серіалу Метт Ґрьонінґ, батько якого родом із Вінніпегу, сам є фанатом групи. Під час їхнього виступу в епізоді Гомер Сімпсон з гумором вигукує «переходьте до понаднормової частини», поки вони виконують «Takin' Care of Business».
У 2001 році Бахман отримав почесний ступінь доктора музики в Університеті Брендона в Брендоні, Манітоба, разом з іншими учасниками The Guess Who. Того року він отримав три нагороди SOCAN Classic. 2005 року Бахман був нагороджений Орденом Манітоби, найвищою нагородою в провінції Манітоба. Його вперше включили до канадської Алеї слави за його час із The Guess Who у 2001 році. 2002 року The Guess Who отримали Премію генерал-губернатора за виконавську майстерність, головну нагороду Канади за видатні досягнення у виконавському мистецтві. У липні 2003 року Бахман покинув The Guess Who разом із співаком Бертоном Каммінґсом задля створення нового проєкту під назвою Bachman Cummings.
У 2004 році Бахман допоміг Калану Портеру у створенні його дебютного альбому «219 Days». Повідомляється, що він запропонував Калану грати на скрипці під час «In Spite of It All». Він також виконав гітарне соло в кінці пісні «And We Drive». У цей період Бахман також випустив альбом оригінальних мелодійних джазових пісень під назвою Jazz Thing.
Влітку 2005 року Бахман почав вести радіошоу Vinyl Tap на CBC Radio One. Для шоу він програвав аудіозаписи, переважно класичну рок-музику, водночас згадуючи про особисті зустрічі з відомими артистами та музикантами з його 50-річної кар'єри в рок-музиці. Шоу виходило протягом 16 сезонів з останнім епізодом у День Канади, 1 липня 2021 року, після того, як його скасувала CBC, хоча Бахман сказав, що планує передати програму іншому мовнику або перетворити її на подкаст.
2 липня 2005 року Бахман виступив на канадській частині глобального мегаконцерту Live 8, організованого Бобом Ґелдофом . 2008 року він став офіцером Ордена Канади.
Бахман продовжив свою кар'єру, гастролюючи з Randy Bachman Band, а також з Bachman-Cummings Band. Протягом цього часу він брав участь у шоу в театральному стилі під назвою «Every Song Tells A Story», де він виступав наживо та відключено зі своїм гуртом, часто розповідаючи історії, що стояли за написанням його найвідоміших речей з 1960-х і 1970-х років. Бахман і Бертон Каммінґс виступали по всій Канаді як Bachman & Cummings влітку 2006 року під час туру з The Carpet Frogs. Бахман і Фред Тернер завершили новий альбом Bachman &amp; Turner, який вийшов у вересні 2010 року. Сингл з альбому під назвою «Rollin' Along» вийшов у червні 2010 року на iTunes. Пара розпочала дворічний світовий тур (2010–11) під псевдонімом Bachman & Turner, який розпочався на Шведському рок-фестивалі в червні 2010 року. Інші підтверджені дати включали High Voltage Festival у Лондоні, Велика Британія, у липні 2010 року та Manitoba Homecoming Event у Вінніпезі, Манітоба. Пара випустила наступний сингл «Rock n' Roll Is the Only Way Out» на їхньому офіційному сайті.

### 2010-ті роки
Бахман був введений на канадську Алею слави вдруге, як сольний артист, у 2012 році. У червні 2015 року він також здобув нагороду SOCAN за пожиттєве досягнення. 2014 року він випустив домашній відеопакет своїх виступів «Every Song Tells A Story», який включає час від часу акомпануючий симфонічний оркестр.
У 2015 році він випустив альбом під назвою Heavy Blues від свого новоствореного однойменного гурту Bachman. Альбом створений під впливом класичного блюз-року 1960-х і містить музичні внески інших музикантів, зокрема: Ніла Янґа, Джо Бонамасси, Пітера Фремптона, Роберта Рендольфа та Джефа Гілі. Пізніше в березні 2018 року Ренді Бахман випустив посвяту Джорджеві Гаррісону, що містить кавер-версію хітів останнього. На альбомі була одна оригінальна пісня під назвою «Between Two Mountains», а також версія «While My Guitar Gently Weeps» у виконанні Волтера Траута.
Ренді та Фред Тернери продовжували гастролювати як Bachman & Turner до 2018 року, коли Фред мирно пішов на пенсію.

### 2020-ті роки
26 квітня 2020 року Бахман з'явився в бенефісі телеканалу CBC під назвою «Stronger Together, Tous Ensemble» за участю різних канадських музикантів і артистів. Бахман коротко з'явився на одну хвилину, щоб подякувати канадським працівникам передньої лінії охорони здоровя, після чого зіграв коротку жартівливу версію «Taking Care of Business».

## Гітарний стиль
Бахман заявив, що на його звучання гітари вплинуло його раннє навчання гри на скрипці, кажучи: «Коли я хотів зіграти рок-соло, я грав так, ніби це була скрипка... Скрипка видає переважно повільні, мелодійні штуки. Тому мої гітарні соло, як правило, мають плавні, повільні лінії».
В інтерв'ю він згадував, що на його гітару вплинули Ленні Бро, Леслі Вест, Вес Монтґомері,  Джордж Петерсон і Генк Марвін. 

## Особисте життя
Перший шлюб Бахмана був з Лорейн Стівенсон (1966-1977). Зі Стівенсон у Бахмана було шестеро дітей. Його син, Тал Бахман, є виконавцем, найвідомішим своєю піснею «She's So High» 1999 року, яка увійшла до топ-20 хітів. Його донька Лореляй Бахман також є письменницею/музиканткою. Потім він одружився з Деніз Макканн (1982-2011 рр), і у них народилася одна дитина. Вони проживали на острові Солт-Спрінґ-Айленд, Британська Колумбія, Канада. Бахман і Макканн розлучилися в 2011 році.
Під час його ранніх років участі у «Guess Who» його мормонські релігійні переконання суперечили поширеним стереотипам: сексу, наркотикам і рок-н-рольному стилю життя інших учасників гурту.
Бахману зробили операцію шунтування шлунка, щоб зменшити його вагу. Спочатку Бахман схуд на 60 фунтів від 380 фунтів ваги за допомогою дієти та фізичних вправ, але під час виступу на стадіоні Вінніпега під час Панамериканських ігор 1999 року він гостро усвідомив загрозу, яку становить його ожиріння для його здоров'я. Сам Бахман зрозумів, що його спричинений вагою біль у спині та колінах унеможливить гастролі.
Але під час тривалого перебування на мілині після терактів 11 вересня 2001 року Бахман знову почав переїдати. Під час наступного огляду після туру його лікар сказав йому, що він страждає "морбідним" ожирінням. Він запитав: «А що, "морбідне" — це справді смертельне?» Лікар розповів йому про ризики, з якими він зіткнувся внаслідок свого ожиріння. Потім Бахман згадав, що донька його друга Брайана Вілсона з The Beach Boys успішно схудла за допомогою баріатричної хірургії, і звернувся до свого хірурга по допомогу. Після операції він схуд на 155 фунтів до 2006 року, досягнувши цільової ваги в 225 фунтів.
У листопаді 2007 року Бахман також переніс успішну операцію на плечі, щоб позбутись надриву обертальної муфти плеча, за який він винив тривале, десятиліттями, використання важких, вінтажних гітар.
Ренді Бахман мав 26 онуків і 4 правнуків. 
Бахман є членом канадської благодійної організації «Митці проти расизму».

## Стосунок до України
Ренді Бахман у 2008 був почесним маршалом параду на честь відкриття Українського фестивалю Торонто на Блюр-Весті в Торонто, де він також виступав і демонстрував українські родинні реліквії.

## Сольна дискографія
- 1970 Axe — згадується на обкладинці у випуску RCA у 1975 році просто як «Сольний альбом Ренді Бахмана»
- 1978 Survivor
- 1992 Any Road – на обкладинці його називають просто Bachman
- 1993 Bob's Garage – концертний міні-альбом із 5 треків, записаний для радіошоу в Сіетлі
- 1996 Merge
- 1998 Songbook
- 2001 Every Song Tells A Story
- 2004 Jazz Thing
- 2006 Bachman-Cummings Songbook – компіляція, яка містить треки з The Guess Who, Burton Cummings і Bachman–Turner Overdrive.
- 2006 The Thunderbird Trax – компіляція раніше невиданого матеріалу, записаного Бахманом і Каммінґсом у сараї для інструментів Бахмана в 1987 році.
- 2007 Jazz Thing II
- 2007 <a href="https://en.wikipedia.org/wiki/Jukebox_(Bachman_Cummings_album)" rel="mw:ExtLink" title="Jukebox (Bachman Cummings album)" class="mw-redirect cx-link" data-linkid="355">Jukebox</a>
- 2008 Takin' Care of Christmas – компіляція класичних різдвяних пісень Бахмана, де заголовний трек є переробленою версією пісні BTO "Takin' Care of Business".
- 2010 Bachman &amp; Turner з колишнім вокалістом/басистом BTO Фредом Тернером .
- 2014 Vinyl Tap Every Song Tells A Story
- 2015 Heavy Blues
- 2018 By George By Bachman – альбом, присвячений Джорджеві Гаррісону[34].

## Як член групи

### Chad Allan & The Expressions
Оригінальні альбоми:
- 1965: Shakin 'All Over'
- 1965: Hey Ho (What You Do To Me)
- 1966: Chad Allan & The Expressions

Компіляція:
- 2008: Early Roots – Compilation.

### The Guess Who?
- 1966: It's Time – це єдиний альбом, у якому Чад Аллан і Бертон Каммінґс співають вокал.
- 1968: A Wild Pair – сторона A присвячена The Staccatos, тоді як сторона B містить The Guesss Who?

### The Guess Who
Студійні альбоми:
- 1969: Wheatfield Soul
- 1969: Canned Wheat
- 1970: American Woman
- 1970: Born in Canada
- 1974: Road Food
- 1976: The Way They Were
- 1984: Together Again
- 1984: Reunion
- 2000: Running Back Thru Canada

### Brave Belt
- 1971: Brave Belt
- 1972: Brave Belt II

### Bachman-Turner Overdrive
Студійні альбоми:
- 1973:  Bachman-Turner Overdrive
- 1973:  Bachman-Turner Overdrive II
- 1974:  Not Fragile
- 1975:  Head On
- 1975:  Four Wheel Drive
- 1977:  Freeways
- 1984:  Bachman-Turner Overdrive

Живі альбоми:
- 1977:  B.T.O. Live in Japan
- 1986:  LIve Live Live
- 1990:  All Time Greatest Hits Live  – Reissue of  Live Live Live .
- 1994:  Best Of Bachman-Turner Overdrive Live
- 1998:  King Biscuit Flower Hour Presents
- 2003:  From the Front Row Live

Збірники:
- 1976:  Best of BTO (So Far)
- 1983:  You Ain't Seen Nothin 'Yet'
- 1986:  BTO's Greatest .
- 1993:  Anthology
- 1998:  Takin 'Care of Business
- 2000:  The Millenium Collection
- 2001:  Classic
- 2005:  Gold
- 2008:  The Definitive Collection
- 2010:  Icon
- 2015:  Bachman – Turner Overdrive Classic Album Set  – 8 CD box set.
- 2020:  Essentials

### Ironhorse
- 1979:  Ironhorse
- 1980:  Everything is Gray
- 2018:  Ironhorse / Everything is Gray  – Compilation.

### Union
- 1981:  On Strike

### Bachman Cummings
- 2006:  The Thunderbird Trax  – Recorded in 1987.
- 2006:  Bachman Cummings Songbook  – Compilation
- 2007:  Jukebox

### Bachman & Turner
- 2010:  Bachman & Turner
- 2010:  Forged In Rock
- 2010:  Rolling Along  – Compilation.
- 2012:  Live At Roseland Ballroom, NYC

### Колаборації
- 1997:  Ringo Starr And His Third All-Starr Band Volume 1  by Ringo Starr – Randy on "No Sugar Tonight" and "You Ain't Seen Nothin' Yet"
- 2000:  Calgary Rock Awards  – Various Artists – Randy on 6 songs.
- 2000:  The Anthology ... So Far  by Ringo Starr – Randy on "Takin 'Care Of Business" and "You Ain't Seen Nothin' Yet"
- 2001:  The Best Of Ringo Starr And His All Starr Band So Far ...  by Ringo Starr – Compilation, Randy on "You Ain't Seen Nothin' Yet"
- 2001:  The Anthology ... Sampler  by Ringo Starr – Randy on "You Ain't Seen Nothin' Yet"
- 2004:  219 Days  by Kalan Porter – Randy vocals on "And we drive"
- 2012:  Who Are You? by Pete Townshend - Randy on Guitar, Gretchen Wilson on Vocals

## Відеографія
- 2001 Every Song Tells A Story
- 2005 Live 8 Barrie – performs Takin' Care of Business with The Carpet Frogs. Burton Cummings was scheduled to perform with Bachman, but was unable to attend.
- 2006 Jazz Thing Live in Toronto (featuring Curtis Stigers, Joel Kroeker, Tal Bachman, Stephan Moccio and Denise McCann Bachman)
- 2006 First Time Around (with Burton Cummings and The Carpet Frogs as Bachman-Cummings Band)
- 2011 Bachman And Turner (With Fred Turner Live At The Roseland Ballroom
- 2014 Vinyl Tap Every Song Tells A Story